# أوغينيوز كوبياك
أوغينيوز كوبياك (بالبولندية: Eugeniusz Kubiak)‏ هو مجدف بولندي، ولد في 25 مايو 1939 في بوزنان في بولندا.

## وصلات خارجية
- أوغينيوز كوبياك على موقع الاتحاد الدولي للتجديف (الإنجليزية)
- أوغينيوز كوبياك على موقع اللجنة الأولمبية الدولية (الإنجليزية)
- أوغينيوز كوبياك على موقع أوليمبيديا (الإنجليزية)
- أوغينيوز كوبياك على موقع اللجنة الأولمبية البولندية (مؤرشف) (البولندية)